# Условие Брэгга — Вульфа
Условие Брэгга — Вульфа (также условие Вульфа — Брэггов) определяет направление максимумов дифракции упруго рассеянного на кристалле рентгеновского излучения. Выведено в 1913 независимо У. Л. Брэггом и Г. В. Вульфом. Имеет вид:
{\displaystyle \quad 2d\sin \theta =n\lambda }
где d — межплоскостное расстояние, θ — угол скольжения (брэгговский угол), n — порядок дифракционного максимума, λ — длина волны.
Брэгговская дифракция может наблюдаться не только для электромагнитных волн, но и для волн материи (волновых функций). В частности, экспериментально это было впервые продемонстрировано для нейтронов в 1936 году, а позднее также для отдельных атомов, конденсата Бозе — Эйнштейна, электронов, двухатомных и многоатомных молекул.

## Вывод
Пусть плоская монохроматическая волна любого типа падает на решётку с периодом d, под углом θ, как показано на рисунке.
Как видно, есть разница в путях между лучом, отражённым вдоль AC' и лучом, прошедшим ко второй плоскости атомов по пути AB и только после этого отражённым вдоль BC. Разница в путях запишется как
{\displaystyle (AB+BC)-(AC').}
Если эта разница равна целому числу волн n, то две волны придут в точку наблюдения с одинаковыми фазами, испытав интерференцию. Математически можно записать:
{\displaystyle (AB+BC)-(AC')=n\lambda }
где λ — длина волны излучения. Используя теорему Пифагора можно показать, что
{\displaystyle AB={\frac {d}{\sin \theta }}}, {\displaystyle BC={\frac {d}{\sin \theta }},}, {\displaystyle AC={\frac {2d}{\tan \theta }}}
как и следующие соотношения:
{\displaystyle AC'=AC\cdot \cos \theta ={\frac {2d}{\tan \theta }}\cos \theta }
Собрав всё вместе получим известное выражение:
{\displaystyle n\lambda ={\frac {2d}{\sin \theta }}-{\frac {2d}{\tan \theta }}\cos \theta ={\frac {2d}{\sin \theta }}(1-\cos ^{2}\theta )={\frac {2d}{\sin \theta }}\sin ^{2}\theta }
После упрощения получим закон Брэгга
{\displaystyle n\lambda =2d\cdot \sin \theta ~~~~(1).}

## Применение
Условие Брэгга — Вульфа позволяет определить межплоскостные расстояния d в кристалле, так как λ обычно известна, а углы θ измеряются экспериментально. Условие (1) получено без учёта эффекта преломления для безграничного кристалла, имеющего идеально-периодическое строение. В действительности дифрагированное излучение распространяется в конечном угловом интервале θ±Δθ, причём ширина этого интервала определяется в кинематическом приближении числом отражающих атомных плоскостей (то есть пропорциональна линейным размерам кристалла), аналогично числу штрихов дифракционной решётки. При динамической дифракции величина Δθ зависит также от величины взаимодействия рентгеновского излучения с атомами кристалла. Искажения решётки кристалла в зависимости от их характера ведут к изменению угла θ, или возрастанию Δθ, или к тому и другому одновременно.
Условие Брэгга — Вульфа является исходным пунктом исследований в рентгеновском структурном анализе, рентгенографии материалов, рентгеновской топографии.
Условие Брэгга — Вульфа остаётся справедливым при дифракции γ-излучения, электронов и нейтронов в кристаллах, при дифракции в слоистых и периодических структурах излучения радио- и оптического диапазонов, а также звука.
В нелинейной оптике и квантовой электронике при описании параметрических и неупругих процессов применяются различные условия пространственного синхронизма волн, близкие по смыслу условию Брэгга — Вульфа.
Пример устройств на основе эффекта